# Joe Brainard
Joe Brainard (* 11. März 1941 in Salem, Arkansas, USA; † 25. Mai 1994 New York City, Vereinigte Staaten) war ein US-amerikanischer Künstler und Autor, der zur New York School gezählt wird. Er verwendete zahlreiche verschiedene Medien und Ausdrucksmittel. Insbesondere beschritt er neue Wege, indem er Comics in seinen Kollaborationen mit anderen Künstlern der New York School als ein dichterisches Medium benutzte. Sein bekanntestes Werk sind seine Memoiren mit dem Titel „Ich erinnere mich“, für welche Paul Auster ein Vorwort verfasste.

## Leben
Brainard verbrachte seine Jugend in Tulsa in Oklahoma. Bereits in der Oberschule wurden er und Ron Padgett, Dick Gallup und Ted Berrigan Freunde, als sie die Literaturzeitschrift The White Dove Review gründeten, die in den Jahren 1959/60 fünfmal erschien. Brainard besuchte das Dayton Art Institute und traf später mit seinen früheren Mitstreitern in New York City zusammen.
Zu Brainards Freundeskreis in New York nach 1964 gehörten unter anderen Frank O’Hara, Kenneth Koch, Alex Katz, Edwin Denby, John Ashbery und viele mehr. Mit Kenward Elmslie verband ihn eine lebenslange Freundschaft, die auch durch Liebesaffären mit anderen Personen nicht dauerhaft getrübt wurde. Zu Beginn der 1980er Jahre suchte er Abstand von der Künstlerszene. Er starb 1994 an einer Lungenentzündung, die durch AIDS verursacht wurde.

## Werk
Brainard hat sowohl die bildende Kunst als auch die Literatur beeinflusst. Seine Werke lassen sich keiner bestimmten Kunstrichtung zuordnen, auch wenn er viel im Umfeld der New Yorker School verkehrte. Er fertigte Assemblagen, Collagen, Zeichnungen und Gemälde an, dazu Illustrationen und Buchcover; außerdem Bühnenbilder und Entwürfe für Theaterkostüme.
Für sein literarisches Werk Ich erinnere mich hat Brainard fast 1500 Bruchstücke aus Kindheit und Kunst, zu Geschichte und Politik, Familie, Schule und Körper gesammelt. In der Erinnerung, die in seinem Buch mit immer derselben Einleitung „Ich erinnere mich ...“ arbeitet, gibt es keinen Halt, keine Würdigung von Besonderheiten und Bedeutung.

## Veröffentlichungen
- mit Ron Padgett und Ted Berrigan: Some Things. C. Press, New York 1964.
- mit Kenward Elmslie: The Baby Book. Boke Press, 1965.
- mit Ted Berrigan und Ron Padgett: Bean Spasms. Poems and Prose. Kulchur Press, 1967.
- I Remember. Angel Hair, 1970. Es gab mehrere Aufl.; zuletzt Granary Books, New York 2005.
  - In Deutsch, Übers. Uta Goridis: Ich erinnere mich. Walde + Graf, Zürich 2011, ISBN 978-3-03774-040-8.[2]
- Bolinas Journal. Big Sky Books, Bolinas 1971.
- The Friendly Way. Siamese Banana, 1972.
- The Cigarette Book, Siamese Banana, 1972.
- I Remember More. Angel Hair, 1972.
- mit John Ashbery: The Vermont Notebook. 1975.
- 29 mini-essays, Z-Press, Calais. ISBN 0-915990-14-8.
  - mit Bill Berkson, James Schuyler und anderen: 1984 (Neunzehnhundertvierundachtzig). Umgezeichnet von Dieter Kerl. Übers. Harry Rowohlt. März, Berlin 1983 (Reprint Area, Erftstadt 2004). Großformat Ventil Verlag, Mainz 2002 ISBN 3930559943.
- Ten Imaginary Still Lifes, Boke Press 1995.
- Ron Padgett Hg.: The Collected Writings of Joe Brainard. Introd. Paul Auster. Library of America, New York 2012 ISBN 978-1-59853-149-7.